# Synagoga w Koronowie
Synagoga w Koronowie – synagoga znajdująca się w Koronowie przy ulicy Szkolnej 6.
Synagoga została zbudowana w 1856 roku. W okresie międzywojennym większość Żydów udała się na emigrację, więc pozostali członkowie gminy żydowskiej w maju 1938 roku, sprzedali synagogę lokalnemu Towarzystwu Gimnastycznemu Sokół.
Podczas II wojny światowej w synagodze hitlerowcy urządzili magazyn. Po zakończeniu wojny w budynku synagogi urządzono kino "Brda", które w latach 90. XX w. zostało zastąpione przez sklep i dyskotekę. W 2000 r. budynek przejęła gmina, która odnowiła budynek i w 2016 r. uruchomiła w nim Centrum Kultury Synagoga.
Na apsydzie synagogi znajduje się tablica pamiątkowa upamiętniająca dawne przeznaczenie budynku. Została ufundowana przez Fundację Wiecznej Pamięci. Treść w języku polskim i hebrajskim brzmi: "Synagoga w latach 1856-1939".